# Granville
Granville (Aussprache [ɡʁɑ̃.vil]), normannisch Graunville ([ɡʁɑɔ̃.vil]) ist eine französische Stadt mit 12.799 Einwohnern (Stand 1. Januar 2022) im Département Manche in der Region Normandie mit einem Seehafen, einem Fischereihafen und einem Yachthafen mit 1100 Liegeplätzen. Granville ist seit 1926 Luftkurort und seit 1979 Seebad.

## Geografie

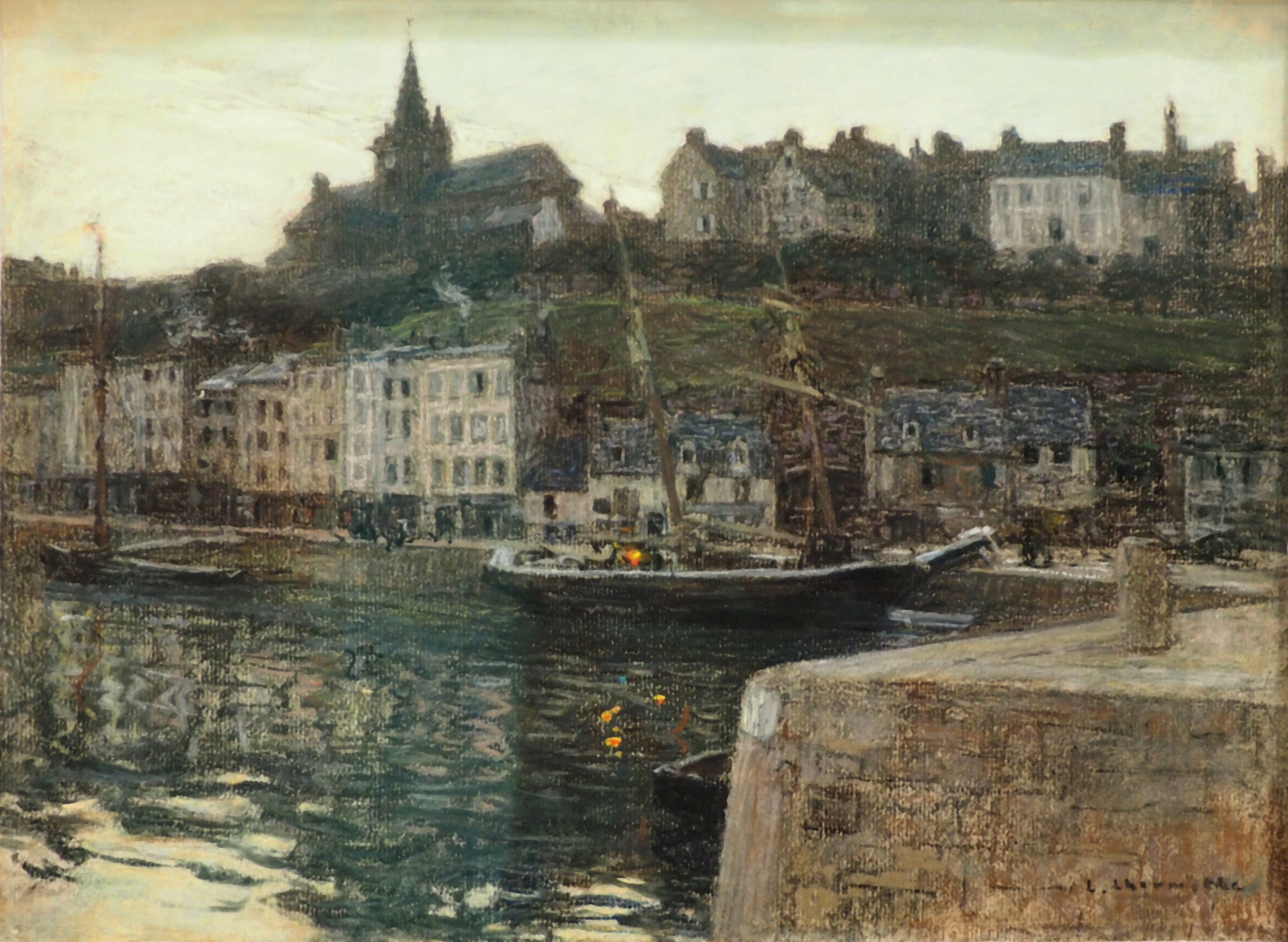
Der Hafen von Granville 1892 (von Léon Augustin Lhermitte)

Die Stadt liegt auf und an einem Felsenkap im Südwesten der Halbinsel Cotentin. Sie besteht aus der alten, von Festungsmauern umgebenen Oberstadt (haute ville) und der Unterstadt (basse ville).

## Geschichte
Die Stadt verdankt ihren Namen der Adelsfamilie Grant. Diese erhielt im 11. Jahrhundert als Dank für die Unterstützung in Kriegshändeln von Wilhelm dem Eroberer Besitztümer in der Normandie. 1230 ging die Stadt, mangels männlicher Nachkommen der Familie Grant, in den Besitz der Familie Argouges über. Die Kirchen und Klöster auf dem Mont-Saint-Michel wurden aus Granit erbaut, der aus den Steinbrüchen von Granville stammt. Im 14. Jahrhundert eroberte das Königreich England die gesamte Normandie mit Ausnahme des Mont-Saint-Michel. Diesen belagerten die Engländer vom Hafen Genêts aus.
Anfang des 14. Jahrhunderts war Genêts nicht mehr sicher genug. Sir Thomas Scalles kaufte den Felsen von Lihou, so der damalige Name des Ortes, dem Jean d’Argouges ab und errichtete auf dem Feldberg eine Festung. Am Fuß der Klippen ließ er außerdem einen sieben Meter breiten und achtzehn Meter tiefen Graben ausheben, den das Meerwasser ausfüllte. Granville wurde so zu einer Insel, größer als der Mont-Saint-Michel. 1442 eroberten die Verteidiger des Mont-Saint-Michel jedoch Granville und vertrieben die Engländer ein für alle Mal aus der Stadt. König Karl VII. erkannte die strategische Bedeutung des Ortes, ließ ihn zu einer befestigten Stadt ausbauen, befahl die Schaffung eines Wappens und erhob Steuern von den Einwohnern.
1492 kamen aus Spanien vertriebene Juden nach Granville. Da ihnen verboten war, im Inneren der Stadt zu wohnen, siedelten sie an deren Rand. Sie hatten die Erlaubnis, Geld zu verleihen und Goldschmuck zu schmieden. Ihre Aktivitäten trugen zur Entwicklung und zum Wachstum der Stadt bei. Allmählich entwickelte sich Granville zum bedeutenden Hafen der Kabeljau-Fischerei. Die Schiffe der Stadt, 70 bis 80 an der Zahl, hatten das Recht, sich zu bewaffnen. Die Stadt brachte rund 15 Admirale hervor, darunter Georges-René Pléville Le Pelley, den Korsaren mit dem Holzbein. Beaubriand Lévesque und Hautmesnil-Hugon waren zwei weitere Korsaren aus Granville; die Statuen der drei blicken über den heutigen Hafen der Stadt.
Unter Ludwig XIII. (König von 1610 bis 1643) wurden die Mauern verstärkt, um den Fortschritten der Artillerietechnik Rechnung zu tragen. Der östliche Hafen wurde nach Süden verlegt. Heute ist dies der große Hafen, der an seiner linken Seite durch die Hauptbastion geschützt ist.
Der Marquis de Louvois, Kriegsminister Ludwigs XIV., ließ 1688 die Mauern schleifen, weil er der Ansicht war, dass sie einem Angriff der Engländer von der See her und einem Angriff der Protestanten von Land her nicht gewachsen seien. 1692 beschossen die Engländer mit ihrer Artillerie tatsächlich die Stadt. 80 Häuser wurden getroffen, davon 27 zerstört. 1793 griffen Truppen des Vendée-Aufstandes die Stadt an, deren Hafen nur notdürftig von Palisaden und einem Erdwall geschützt war. Als die Soldaten sich jedoch anschickten, den Hafen zu besetzen, wurden sie von Frauen aus der Oberstadt herab mit Cidre-Fässern beworfen und zogen sich wieder zurück.
Die heutige, streng wirkende Wohnhaus-Architektur der Oberstadt stammt aus dem 18. und 19. Jahrhundert. Ab Mitte des 19. Jahrhunderts entwickelte sich Granville zu einem Badeort. Seit dieser Zeit prägt in den Sommermonaten der Badetourismus das städtische Leben. Stendhal, Jules Michelet und Victor Hugo hielten sich in Granville auf. Der Investor Frank Jay Gould wollte aus Granville das «Monaco des Nordens» machen und errichtete 1911 ein Casino und 1912 das Hotel palace le Normandy.
Im Juni 1940 wurde der Ort – wie ganz Nordfrankreich – im Rahmen des Westfeldzuges von Einheiten der Wehrmacht besetzt. Nach der Invasion der Normandie (ab 6. Juni 1944, dem D-Day) wurde Granville am 31. Juli 1944 kampflos von den deutschen Truppen geräumt. Am 1. September 1944 nahm das SHAEF in der Nähe von Granville seinen Betrieb auf; es zog aber nach etwa zwei Wochen schon um, um näher an der schnell vorrückenden Front zu sein.
Am 9. März 1945 kam es zum etwa 1,5 Stunden andauernden Handstreich auf Granville durch einen von der Insel Jersey kommenden deutschen Kommandotrupp. Der Angriff erfolgte, weil kein Nachschub mehr zu ihnen gelangte. Wegen des Niedrigwassers beim Rückzug konnte nur ein kleiner Kohlenfrachter mit nur geringer Ladung erbeutet werden.

## Bevölkerungsentwicklung
| Jahr      | 1962 | 1968   | 1975   | 1982   | 1990   | 1999   | 2011   | 2018   |
| Einwohner | 9827 | 12.715 | 13.330 | 13.546 | 12.413 | 12.687 | 12.999 | 12.567 |

## Kultur und Sehenswürdigkeiten
- Die Kirche Notre-Dame du Cap Lihou stammt aus dem 15. Jahrhundert, die Fassade wurde im 17. und 18. Jahrhundert erneuert.
- Der Point du Roc ist ein Aussichtspunkt auf der kleinen Inselgruppe Îles Chausey. Er liegt am westlichen Ende der Felsen in der Nähe des Leuchtturms.
- Das Aquarium mit einer Mineralien- und Muschelkunstsammlung.
- Das Musée du Vieux Granville zeigt alte Dokumente und Gegenstände der Stadt sowie normannische Kostüme.
- Das Musée Christian Dior in der ehemaligen Villa des Modeschöpfers zeigt Original-Kreationen von ihm aus verschiedenen Lebensepochen, die zum Teil von berühmten Persönlichkeiten getragen wurden, sowie weitere Memorabilia aus seinem Leben. Der Eintritt in den das Musée umgebenden, reich mit Blumen und Zierpflanzen geschmückten Park ist frei. Vom oberhalb einer Klippe gelegenen Haus und Garten aus bietet sich ein Ausblick über das Meer und auf die Strände und die Oberstadt von Granville sowie auf die Chausey-Inseln.
- Der Karneval von Granville wurde 2016 in die UNESCO-Liste des immateriellen Kulturerbes der Menschheit aufgenommen.[5]

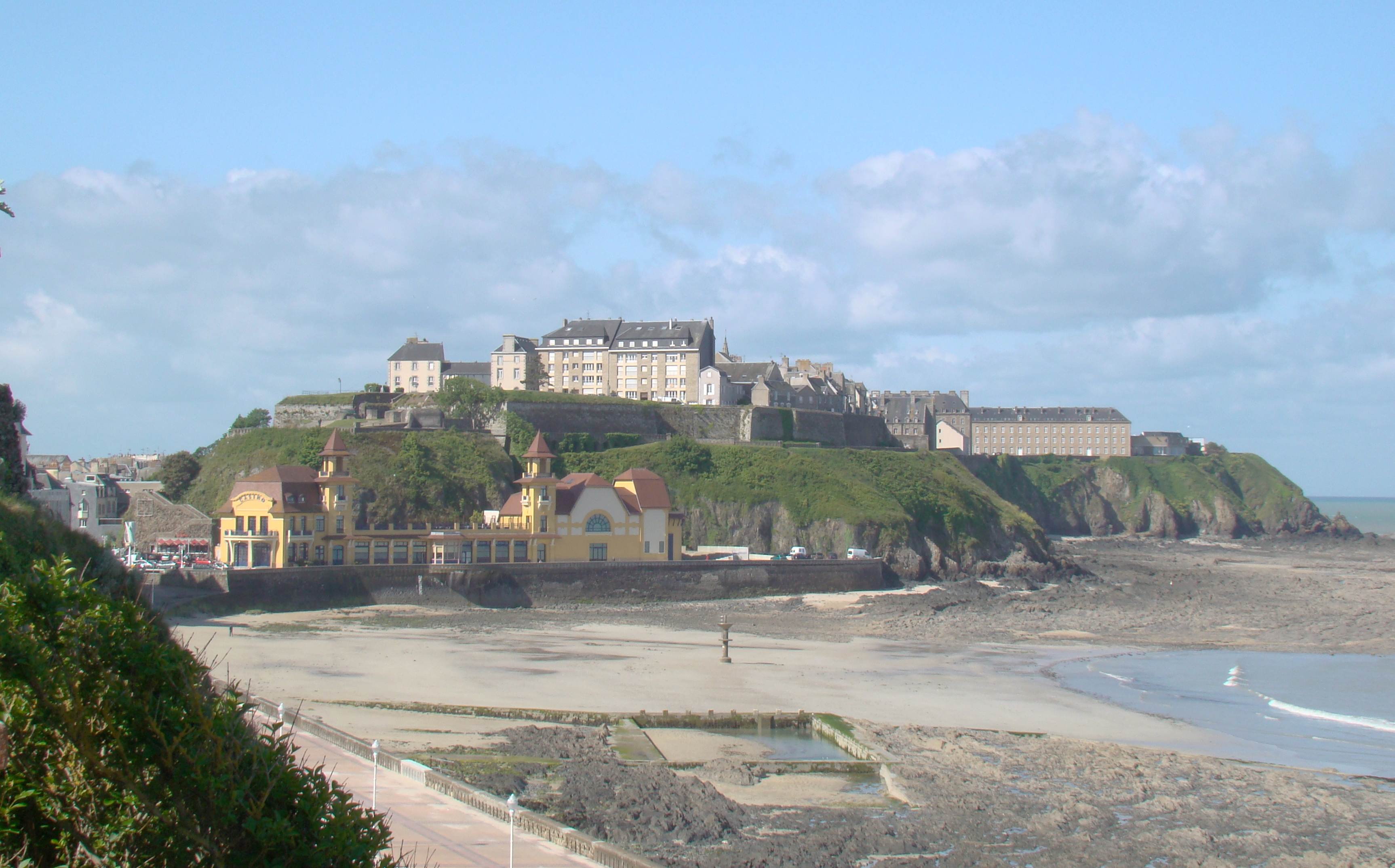
Strand, Casino, und Oberstadt
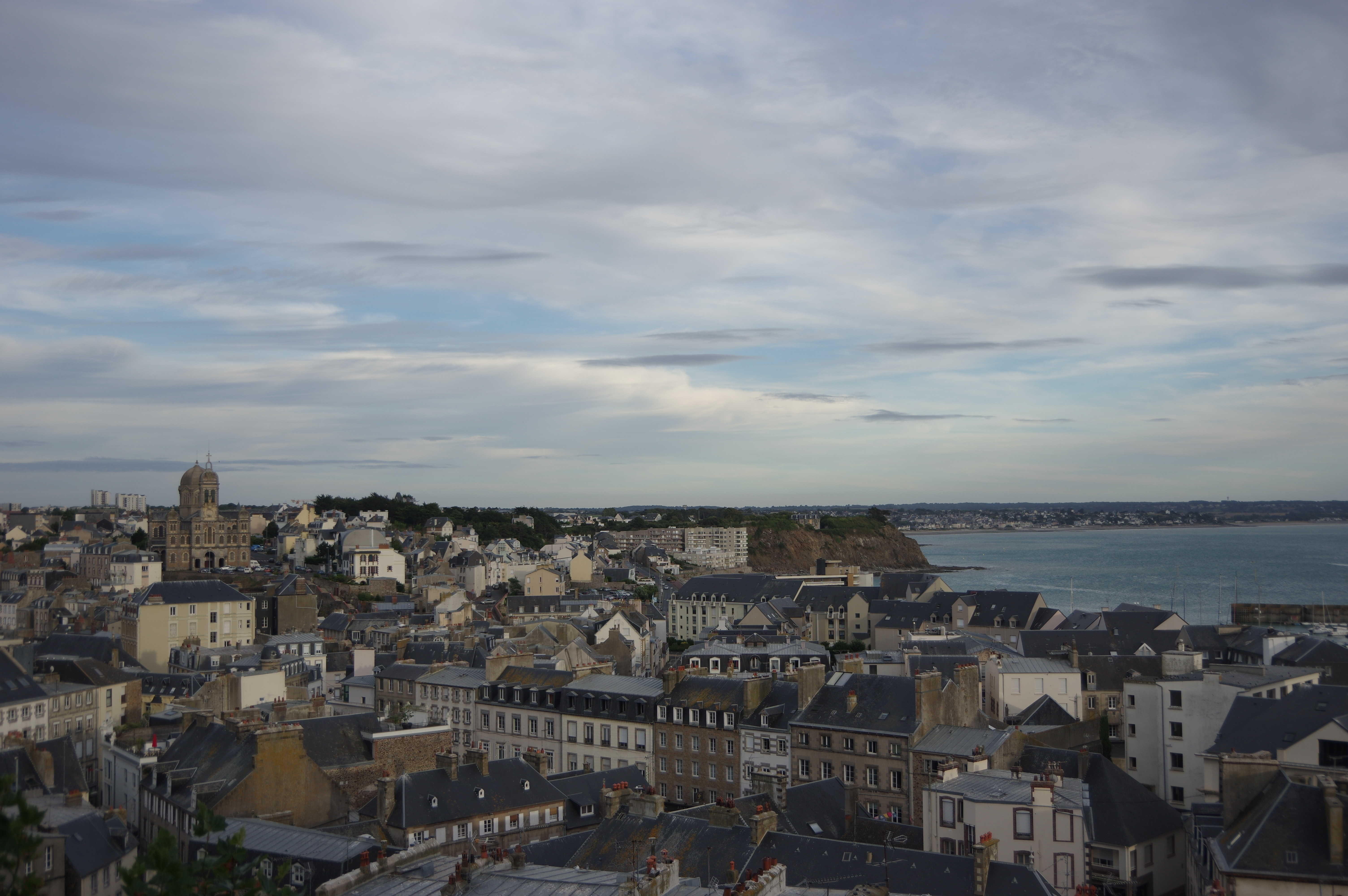
Blick von der Haute Ville (Oberstadt) auf die Unterstadt
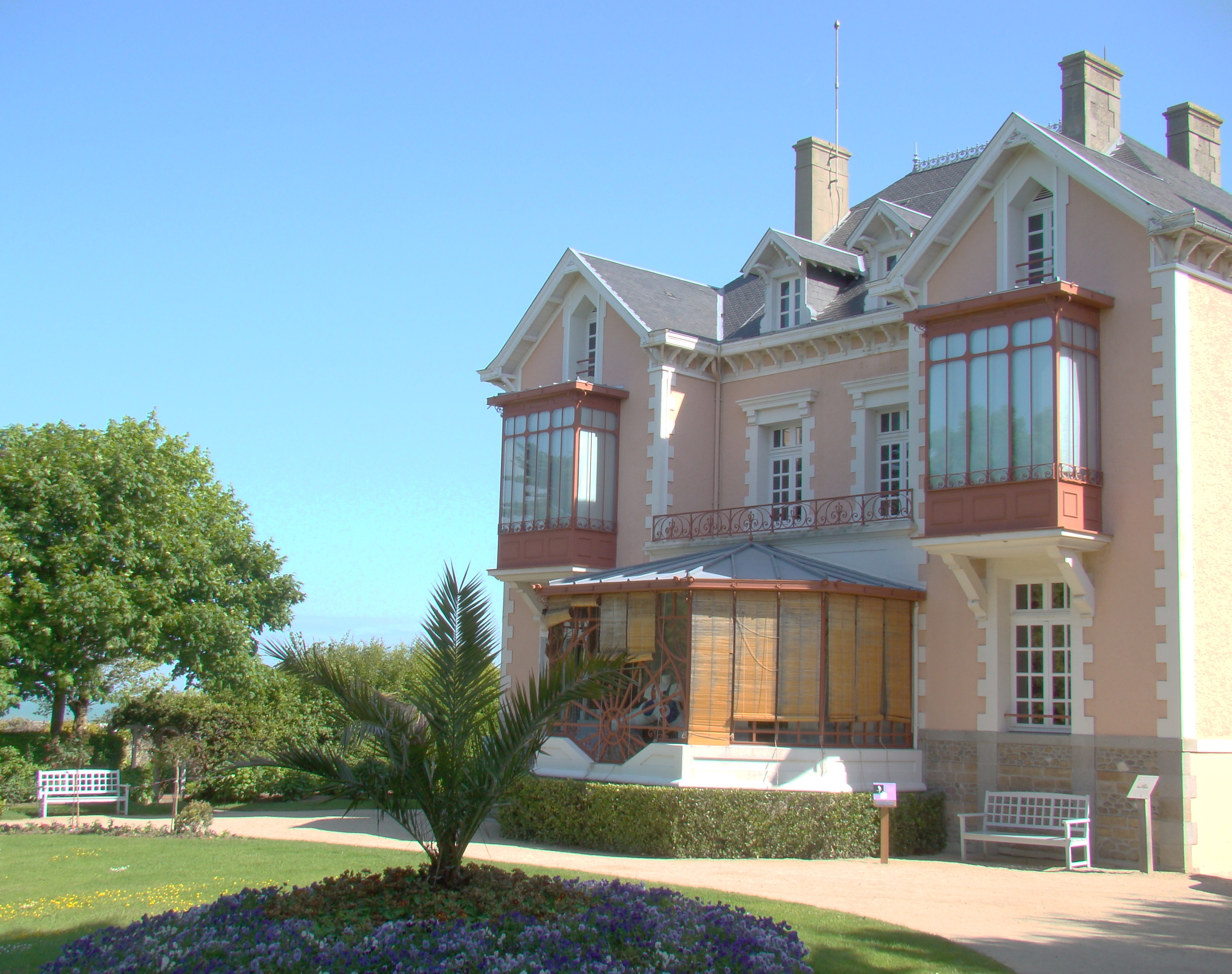
Musée Christian Dior

## Wirtschaft
Granville ist ein traditioneller Fischereihafen. Inzwischen bildet aber der Tourismus den wichtigsten Wirtschaftszweig der Stadt.

## Verkehr
Vom Gare Maritime bestehen tägliche Verbindungen zu den Kanalinseln Jersey und Guernsey und zu den Chausey-Inseln.
Mit der Eisenbahn ist Granville direkt von Paris Gare Montparnasse erreichbar.

## Städtepartnerschaften
1989 entstand durch die Partnerschaft Granvilles mit Sherborne in Großbritannien die europäische Städtevereinigung Douzelage. Je eine Stadt aus einem Staat der Europäischen Union ist Mitglied in dieser Verbindung.
Überdies hat Granville eine Städtepartnerschaft mit Saint Brélade auf Jersey.

## Tourismus
Granville ist ein beliebter, in der Hochsaison überfüllter Badeort. Außerhalb der Saison findet man jedoch Ruhe und Platz an den abwechslungsreichen Sand- und Felsstränden und bei Spaziergängen an den Mauern und in den Gassen der Oberstadt.
Die Stadt verfügt über ein Casino am Hauptstrand. Des Weiteren ist sie ein Zentrum der Thalasso-Therapie.

## Persönlichkeiten
- Étienne-François Le Tourneur (1751–1817), Militär und Politiker
- Pierre Dumanoir Le Pelley (1770–1829), Marineoffizier
- Fortuné du Boisgobey (1821–1891), Schriftsteller
- Émilien Mulot-Durivage (1838–1920), Landschaftsmaler
- Léon Herpin (1841–1880), Maler
- Félix-Jules-Xavier Jourdan de la Passardière CO (1841–1913), Ordensgeistlicher und römisch-katholischer Weihbischof
- Désiré Georges Jean Marie Bois (1856–1946), Botaniker
- Maurice Denis (1870–1943), Maler
- Christian Dior (1905–1957), Modeschöpfer
- André Bonin (1909–1998), Fechter
- Jean Deuve (1918–2008), Nachrichtenoffizier der französischen Armee, Historiker, Schriftsteller und Amateur-Herpetologe
- Pierre Pican SDB (1935–2018), Ordenspriester und römisch-katholischer Bischof
- Jean-Claude Depince (1947–1988), Autorennfahrer
- Michel Santier (* 1947), römisch-katholischer Geistlicher, Bischof von Créteil 2007–2021
- Jacques Gamblin (* 1957), Schauspieler
- Myrtille Georges (* 1990), Tennisspielerin
- Loup Hervieu (* 2000), Fußballspieler
- Johann Lepenant (* 2002), Fußballspieler

## Belege
1. ↑  Die Darstellung folgt der Seite der Stadt Granville zu ihrer Geschichte (Memento vom 8. Januar 2010 im Internet Archive), besucht am 18. Juni 2009.
2. ↑  Martin Blumenson: Breakout and Pursuit (U.S. Army in World War II: The European Theater of Operations). Center of Military History, Washington, D.C. 1961, Kap. 32: Towards the Heart of Germany: Broad Front versus Narrow, S. 684 (Webseite der HyperWar Foundation, engl.).
3. ↑  Sirup für die Sieger. In: Der Spiegel 46/1965, 9. November 1965
4. ↑  Jürgen Rohwer: Seekrieg März 1945. In: wlb-stuttgart.de, 25. Juni 2021. Siehe den Eintrag „8./9.3.1945 Kanal“
5. ↑  Carnival of Granville. UNESCO Intangible Cultural Heritage, 2023.